# Clásica de El Carmen de Viboral
La Clásica Nacional de Ciclismo El Carmen de Viboral est une course cycliste colombienne disputée dans le département d'Antioquia et qui a pour épicentre la municipalité d'El Carmen de Viboral.
La XXVe édition de la Clásica Nacional de Ciclismo El Carmen de Viboral “Territorio de Vida y Paz” s'est disputée du 13 au 16 juin 2017. Celles de 2019 et de 2020 ont été annulées à cause de la pandémie de covid19.

## Palmarès masculin
| Année | Vainqueur                | Deuxième                | Troisième           |
| ----- | ------------------------ | ----------------------- | ------------------- |
| 1982  | Abelardo Ríos            | José Patrocinio Jiménez | Reynel Montoya      |
| 1983  | Heriberto Urán (es)      |                         |                     |
| 1984  | Luis A. González (en)    | Jairo Atehortúa         | Alberto Camargo     |
| 1985  | Sergio García            |                         |                     |
| 1986  | Álvaro Mejía             | Héctor Betancur         | Humberto Castañeda  |
| 1987  | Efraín Rico (es)         | Augusto Triana          | Álvaro Mejía        |
| 1988  | Julio César Ortegón (it) | Héctor Julio Sierra     | José Vicente Díaz   |
| 1989  | Jair Bernal (en)         | Argiro Zapata (es)      | Haiver Ibáñez       |
| 1990  | Jairo Hernández          |                         |                     |
| 1991  | Jairo Hernández          | Juan Diego Ramírez      | Argiro Zapata (en)  |
| 1993  | Omar Trompa              | Celio Roncancio (en)    | Javier Zapata       |
| 1994  | Javier Zapata            |                         |                     |
| 1995  | Juan Diego Ramírez       |                         |                     |
| 1996  | Germán Ospina (en)       | Jairo Hernández         | Juan Diego Ramírez  |
| 1997  | Javier Zapata            | Dubán Ramírez           | Marlon Pérez        |
| 1998  | Juan Diego Ramírez       | Germán Ospina (en)      | Marlon Pérez        |
| 2009  | Mauricio Ortega          | Santiago Botero         | Jaime Castañeda     |
| 2010  | Mauricio Ortega          | Sergio Henao            | Óscar Sevilla       |
| 2011  | Giovanni Báez            | Jaime Castañeda         | Edward Beltrán      |
| 2012  | Alejandro Ramírez        | Javier Gómez            | Juan Pablo Villegas |
| 2013  | Ramiro Rincón            | Alex Cano               | Mauricio Ortega     |
| 2014  | Rafael Infantino         | César Villegas          | Alex Cano           |
| 2015  | Mauricio Ardila          | Hernando Bohórquez      | Daniel Rozo         |
| 2016  | Walter Vargas            | Fabio Duarte            | Róbigzon Oyola      |
| 2017  | José Tito Hernández      | Danny Osorio            | Alex Cano           |
| 2018  | Hernando Bohórquez       | Juan Pablo Suárez       | José Serpa          |
| 2019  | Non disputé              | Non disputé             | Non disputé         |
| 2020  | Non disputé              | Non disputé             | Non disputé         |
| 2021  | David Santiago Gómez     | Aldemar Reyes           | Diego Ochoa         |
| 2022  | Rodrigo Contreras        | Cristian Muñoz          | Víctor Ocampo       |
| 2023  | Rodrigo Contreras        | Alejandro Osorio        | Bernardo Suaza      |
| 2024  | Robinson López           | Kevin Castillo          | Sebastián Castaño   |